# Lord-lieutenant de la Cité de Londonderry
Ceci est une liste de personnes qui ont servi comme lord-lieutenant de la Cité de Londonderry (originairement formellement County of the City of Londonderry, puis County Borough of Londonderry).

## Comté de la Cité deLondonderry
- William Tillie: 20 février 1900 – 1904
- Charles Clements, 5e Comte de Leitrim: 29 juin 1904 – Février 1921
- Thomas Fitzpatrick Cooke: 1er mars 1921 – 1926
- William Maxwell Scott Moore: 26 novembre 1926 – 1939

## County Borough de Londonderry
- Sir Basil McFarland, 2e Bt.: 20 septembre 1939 – 1975
- Thomas Fitzpatrick Cooke: 13 juin 1975 – 1985
- James Eaton: 15 avril 1986 – 2002
- Donal Keegan: 2 août 2002 – 8 octobre 2013
- Angela Garvey: 9 octobre 2013 - Présent